# Pereskia zinniiflora
Pereskia zinniiflora es una especie de cactus nativa del sur y suroeste de Cuba, donde se encuentra en las tierras bajas.

## Descripción
Pereskia zinniiflora es un árbol o arbusto que alcanza un tamaño de entre 4 y 6 metros de altura. El tronco es de color marrón, liso o agrietado longitudinalmente con un diámetro de hasta 25 centímetros. Las hojas son estrecha elípticas ovadas  1 a 4 cm de largo y de 1 a 1,5 cm  de ancho. Las venas de la hoja tiene dos o tres nervios laterales poco definidos, con el nervio central que sobresale en el lado inferior de las hojas. Las areolas se cubren con visible lana de color marrón rojizo. Las ramas tienen hasta cinco espinas por areola,  de 0,7 a 3 centímetros de largo.
Las flores de color rosado a ligeramente rojizo,  aparecen de forma individual y alcanzan un diámetro de 3 a 4 cm. Las  frutas, esféricas deprimidas, tienen un diámetro de 1,4 hasta 2 centímetros.

## Distribución y hábitat
Pereskia zinniflora se encuentra dentro de los límites de la Base Naval de la Bahía de Guantánamo en zonas de difícil acceso, como los campos de minas y campos de tiro, lo que permite preservar la especie de interferencia humana. Se necesita control de la población de las especies introducidas, así como la investigación para determinar el tamaño de la población y las tendencias en Guantánamo.

## Taxonomía
Pereskia zinniiflora fue descrita por  Augustin Pyrame de Candolle y publicado en Mémoires du Muséum d'Histoire Naturelle 17: 75, t. 17. 1828.
Etimología
Pereskia: nombre genérico llamado así en honor a Nicolas-Claude Fabri de Peiresc, botánico francés del siglo XVI, por quien también se nombró a la subfamilia Pereskioideae.
zinniiflora: epíteto compuesto por Zinnia un género botánico y flora = "flor", en alusión al parecido de las flores con el género Zinnia.
Sinonimia
- Pereskia cubensis Britton & Rose
- Rhodocactus cubensis (Britton & Rose) F.M. Knuth
- Rhodocactus zinniiflorus (DC.) F.M. Knuth[3]